# Kyrkan i Auvers

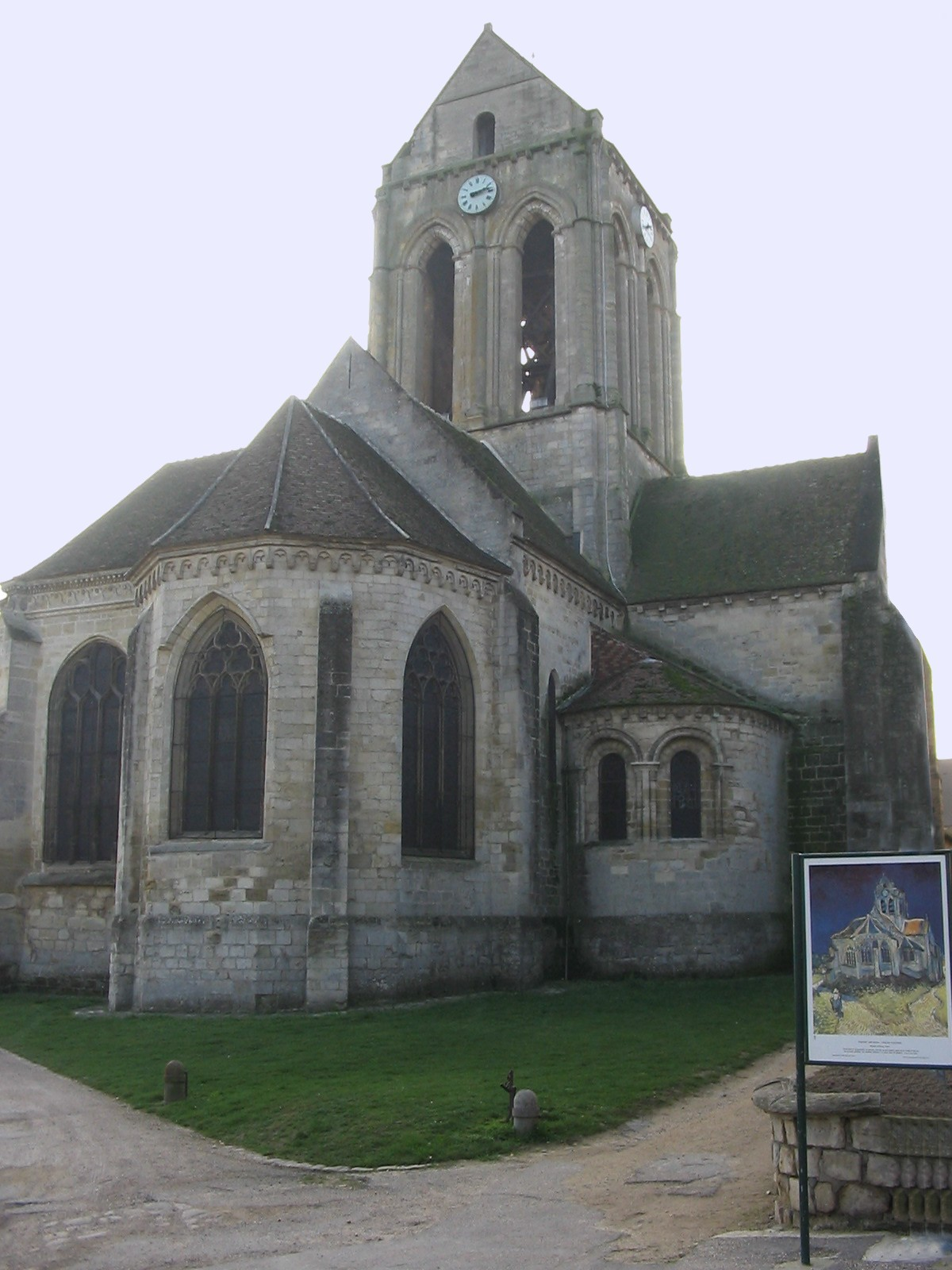
Fotografi av kyrkan i Auvers-sur-Oise.

Kyrkan i Auvers (franska: L'église d'Auvers-sur-Oise, vue du chevet) är en oljemålning av den nederländske konstnären Vincent van Gogh från 1890. Målningen finns utställd på Musée d'Orsay i Paris.
Målningen visar den katolska och romanska 1200-talskyrkan i Notre-Dame-de-l’Assomption i Auvers-sur-Oise som är beläget 25 km norr om Paris. 
Efter van Goghs mentala sammanbrott i Arles på hösten 1888 skrevs han efter eget önskemål in på ett sjukhem i Saint-Rémy-de-Provence där han vårdades i ett år. I maj 1890 såg brodern Theo van Gogh till att han flyttades till Auvers-sur-Oise där han togs om hand av doktor Paul Gachet. 
Hans hälsa tycktes förbättras och under sin korta vistelse i Auvers-sur-Oise målade han omkring 70 målningar, mer än en per dag. Förutom ”Kyrkan i Auvers” tillkom bland annat Porträtt av dr Gachet och Vetefält med kråkor. Men i en plötslig depression sköt han sig själv och avled kort därefter, 29 juli 1890.